# پرسفید عینکی
پرسفید عینکی یا گیله‌موت عینکی (نام علمی: Cepphus carbo) نام یک گونه از سرده سینه‌سفیدهای اصلی است.